# Državna cesta D34

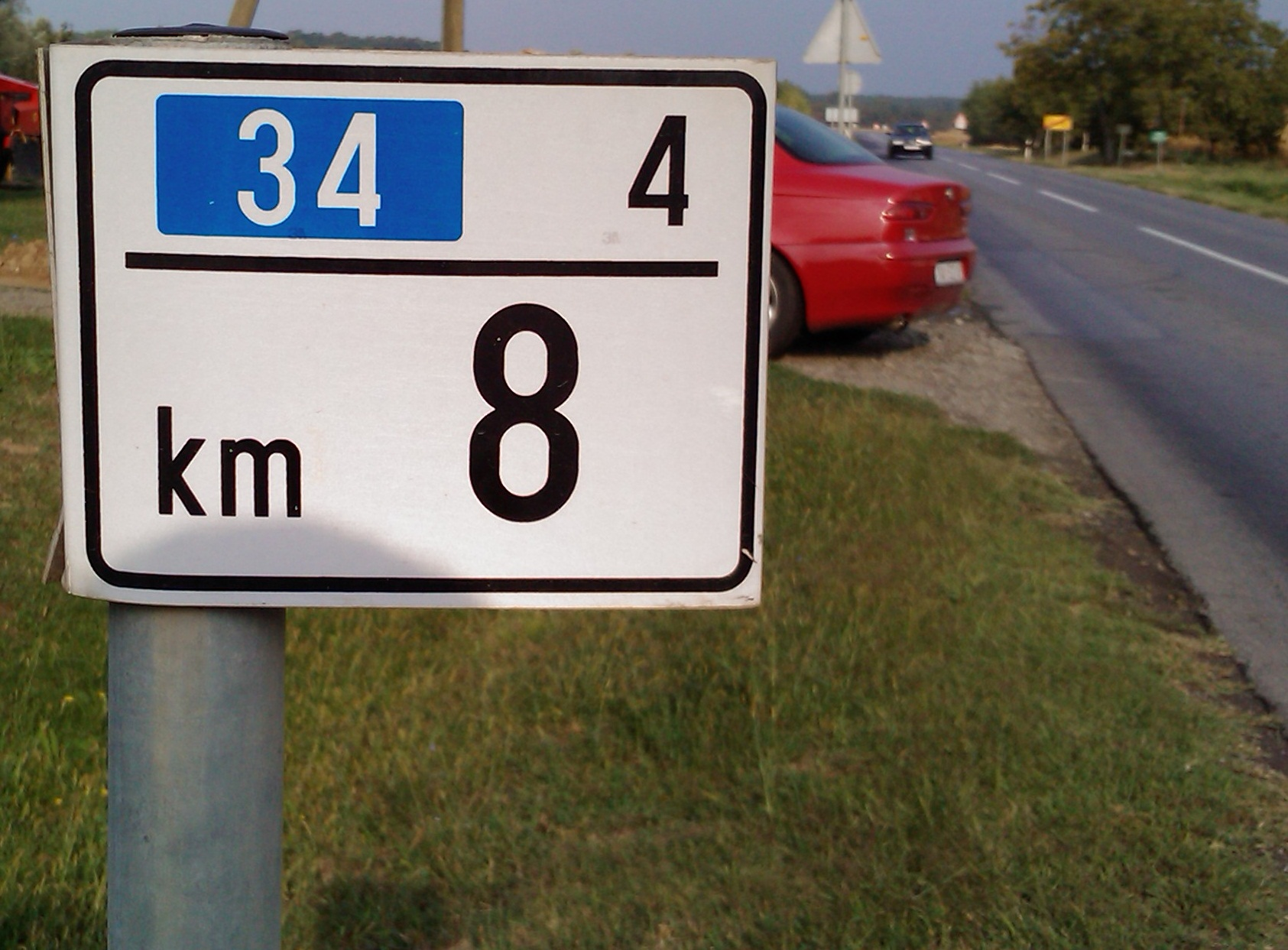
Entfernungstafel an der Straße

Die Državna cesta D34 (kroatisch für ,Nationalstraße D34‘) ist eine Nationalstraße in Kroatien. Die Straße zweigt in Slatina von der Državna cesta D2 nach Nordosten ab und führt nach Moslavina Podravska am Südufer der hier die Grenze zu Ungarn bildenden Drau. Sie führt in geringem Abstand zu diesem Fluss weiter nach Donji Miholjac, wo sie die über die Grenze führende Državna cesta D53 kreuzt. Weiter führt sie in südöstlicher Richtung und an Valpovo auf einer Umgehungsstraße vorbei. Über Petrijevci erreicht sie die D2 bei Josipovac und endet dort in der Nähe der Autocesta A5 westlich von Osijek.
Die Länge der Straße beträgt 79 km.

## Geschichte
Die Straße schloss ursprünglich auch den rund 45 km langen Abschnitt Daruvar – Slatina ein.